# Mitsubishi 1MT
Mitsubishi 1MT là một loại máy bay ném bom ngư lôi ba tầng cánh của Nhật Bản, do hãng Mitsubishi chế tạo cho Hải quân Đế quốc Nhật Bản.

## Quốc gia sử dụng
Nhật Bản
- Không lực Hải quân Đế quốc Nhật Bản

## Tính năng kỹ chiến thuật (1MT1N)
Dữ liệu lấy từ Japannese Aircraft 1910-1941 
Đặc điểm tổng quát
- Kíp lái: 1
- Chiều dài: 9.78 m (32 ft 1 in)
- Sải cánh: 13.26 m (43 ft 6 in)
- Chiều cao: 4.46 m (14 ft 7½ in)
- Diện tích cánh: 43 m2 (463 ft2)
- Trọng lượng rỗng: 1.370 kg (3.020 lb)
- Trọng lượng có tải: 2.500 kg (5.511 lb)
- Powerplant: 1 × Napier Lion, 336 kW (450 hp)

Hiệu suất bay
- Vận tốc cực đại: 209 km/h (130 mph)
- Trần bay: 6.000 m (19.680 ft)

Vũ khí trang bị
- 1 × ngư lôi 457 mm (18 in), 800 kg (1,764 lb)